# 6625 Nyquist
6625 Nyquist هو كويكب، يقع ضمن حزام الكويكبات. اكتشف في 2 مارس 1981.

## روابط خارجية
- 6625 Nyquist في قاعدة بيانات مختبر الدفع النفاث لأجرام النظام الشمسي الصغيرة

- الاكتشاف · مخطط المدار ·  العناصر المدارية · المعلمات المادية

- 6625 Nyquist على موقع ويكي سكاي: DSS2, SDSS, GALEX, IRAS, Hydrogen α, X-Ray, Astrophoto, Sky Map, Articles and images